# Клингельхёфер, Вальдемар
Вальдемар Клинегельхёфер (нем. Waldemar Klingelhöfer; 4 апреля 1900, Москва, Российская империя — 18 января 1977, Филлинген, ФРГ) — штурмбаннфюрер СС, командир передовой команды «Москва», входившей в состав айнзацгруппы B.

## Биография
Вальдемар Клингельхёфер родился 4 апреля 1900 года в Российской империи в немецкоязычной семье. Посещал гимназию имени кайзера Вильгельма в Касселе. С июня по декабрь 1918 года в качестве солдата принимал участие в Первой мировой войне. После войны вернулся в Кассель и там окончил школу в 1919 году. В 1923 году окончил обучение в музыкальной академии в качестве преподавателя пения. Он давал концерты на ряде спектаклей в Германии. С 1935 года был оперным певцом. 
1 июня 1930 года вступил в НСДАП (билет № 258951), а в феврале 1933 года был зачислен в ряды СС ( 52744). С 1934 года был сотрудником СД.
В июне 1941 года стал заместителем Гюнтера Рауша в зондеркоманде 7b. С июля 1941 года возглавлял передовую команду «Москва» в составе айнзацгруппы B. К 26 октября 1941 года передовая команда уничтожила 2 457 человек, включая 572 человека, убитых между 28 сентября и 26 октября, когда Клингельхёфер руководил подразделением. Клинегельхёфер присутствовал на казнях и принимал в них непосредственное участие: однажды он лично застрелил 30 евреев, покинувших гетто без разрешения. 
После войны предстал перед американским трибуналом, рассматривавшем дело айнзацгрупп. Его защищал адвокат Эрих Майер и его ассистент Фердинанд Ляйс. Ему вменялось в вину убийство в общей сложности 2 557 человек. 10 апреля 1948 года был признан виновным по всём пунктам обвинения и приговорён к смертной казни через повешение. 31 января 1951 года был помилован верховным комиссаром США в Германии Джоном Макклоем, в результате чего его приговор был заменён на пожизненное заключение. 12 декабря 1956 года был освобождён из Ландсбергской тюрьмы. Впоследствии проживал в Филлингене с 1960 года и работал офисным клерком.